# جورج شاني
جورج شاني (بالإنجليزية: George Chaney)‏ مواليد 16 أبريل 1892 في بالتيمور - الوفاة 20 ديسمبر 1958، كان ملاكم أمريكي سابق صنّف ضمن فئة وزن الريشة.

## إحصائيات
خاض خلال مسيرته 177 نزالا، فاز في 137 وتعادل في 4 وخسر في 36. فاز بالضربة القاضية في 76 نزالا.

## روابط خارجية
- جورج شاني على موقع بوكس ريك (الإنجليزية) (registration required)